# La Cible (film, 1925)
Pour les articles homonymes, voir La Cible.
La Cible est un film français réalisé par Serge Nadejdine en 1924 et sorti en 1925.

## Fiche technique
- Réalisation : Serge Nadejdine
- Scénario : Nicolas Rimsky  et Serge Nadejdine
- Direction artistique : Alexandre Lochakoff
- Photographie : Joseph-Louis Mundwiller et Nikolai Toporkoff
- Société de production : Films Albatros
- Format : Noir et blanc - Muet - 1,33:1 - 35 mm
- Durée : 97 minutes
- Date de sortie : 
  - France : 13 février 1925

## Distribution
- Nicolas Koline : Diaz de Toledo, un réfugié sud-américain qui, dans le palace où il travaille, tombe amoureux de la fille de richissimes clients
- Andrée Brabant : Chela Parker, la jeune femme dont s'éprend Diaz, mais que séduit Lord Hampton
- Nicolas Rimsky : Lord Hampton, un fourbe aventurier qui séduit Chela
- Paul Vermoyal : James Wood
- Paul Hubert : Robert Stevens
- Jules Mondos : Parker, le père milliardaire de Chela
- Louis Monfils : François, le chef-cuisinier
- Joe Alex